# Architettura navale

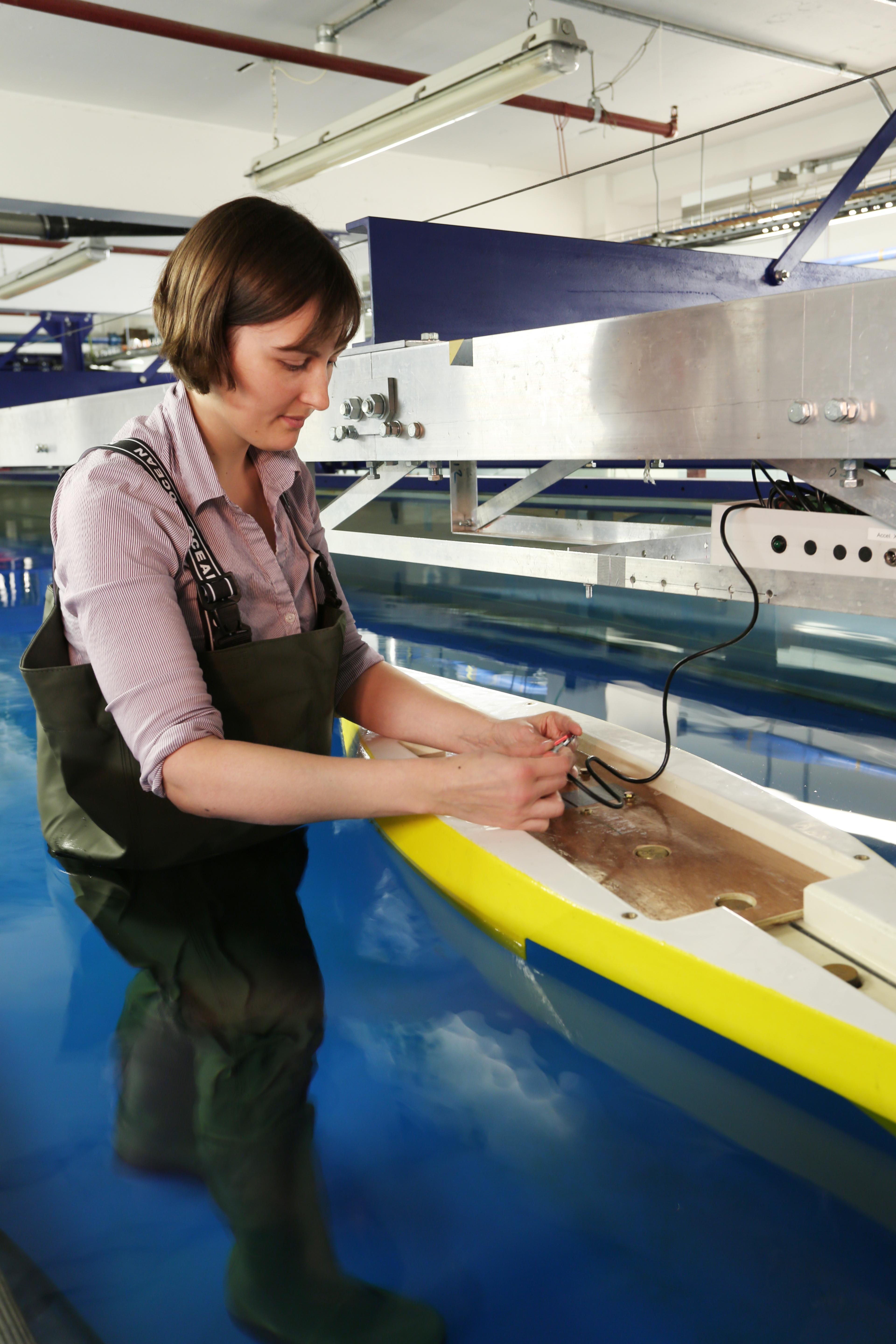
Architetto navale al lavoro su un modello in vasca navale

L'architettura navale è  la branca dell'ingegneria navale che si occupa della progettazione delle forme di carena e dello studio delle caratteristiche idrostatiche, idrodinamiche, di tenuta al mare e di manovrabilità della nave. L'architetto navale è dunque un ingegnere.
Il Ministero dell'Istruzione, dell'Università e della Ricerca Italiano colloca il settore scientifico-disciplinare ING-IND/01 "Architettura Navale" nell'Area 09, denominata Ingegneria industriale e dell'informazione, con il D.M del 4 ottobre del 2000. Padre dell'architettura navale è universalmente ritenuto William Froude. Tra gli strumenti più importanti in uso nell'ambito dell'architettura navale vi sono la vasca navale, il tunnel di cavitazione e la galleria del vento.

## Associazioni
Le più importanti associazioni internazionali di architetti navali sono il Royal Intitution of Naval Architects (RINA) e il Society of Naval Architects and Marine Engineers (SNAME). In Italia l'Associazione Italiana di Tecnica Navale (ATENA).